# Präsidentschaftswahl in Kroatien 1997
Die Präsidentschaftswahl in Kroatien 1997 fand am 15. Juni statt.

## Ergebnis
| Kandidaten                   | Kandidaten        | Parteien                                                                         | Stimmen   | %    |
| ---------------------------- | ----------------- | -------------------------------------------------------------------------------- | --------- | ---- |
|                              | Franjo Tuđman     | Hrvatska demokratska zajednica                                                   | 1.337.990 | 61,4 |
|                              | Zdravko Tomac     | Socijaldemokratska partija Hrvatske                                              | 458.172   | 21,0 |
|                              | Vlado Gotovac     | Kroatische Sozial-Liberale Partei (HSS – HNS – IDS – IDF – ASH – DA – SDAH – ZZ) | 382.630   | 17,6 |
| Gesamt                       | Gesamt            | Gesamt                                                                           | 2.178.792 | 100  |
|                              |                   |                                                                                  |           |      |
| Ungültige Stimmen            | Ungültige Stimmen | Ungültige Stimmen                                                                | 39.656    | 1,8  |
| Wähler                       | Wähler            | Wähler                                                                           | 2.218.448 | 54,6 |
| Wahlberechtigte              | Wahlberechtigte   | Wahlberechtigte                                                                  | 4.061.479 |      |
|                              |                   |                                                                                  |           |      |
| Quelle: Izborno povjerenstvo |                   |                                                                                  |           |      |